# Afroligusticum thodei
Afroligusticum thodei là một loài thực vật có hoa trong họ Hoa tán. Loài này được (T.H.Arnold) P.J.D.Winter mô tả khoa học đầu tiên năm 2008.